# Karlo I. od Albreta
Karlo I. od Albreta (fr. Charles Ier d’Albret; prosinac 1368. – ubijen 25. listopada 1415.) bio je francuski plemić; lord Albreta i grof Dreuxa. Bio je sin lorda Arnaud-Amanieua od Albreta i njegove supruge, gospe Margarete te tako unuk lorda Bernarda Ezija IV. Najvjerojatnije je nazvan po svome pretku Karlu, grofu Valoisa.

## Biografija
Lord Karlo je rođen u prosincu 1368. god. kao sin lorda Arnaud-Amanieua i njegove supruge. Kao mladić, Karlo se borio pod zapovjedništvom bretonskoga viteza Bertranda du Guesclina. God. 1401., Karlo je naslijedio svog oca na mjestu lorda i grofa te je sljedeće godine postao visoki činovnik (fr. Connétable de France) pod kraljem Karlom VI. Ludim, što je bio do 1411. Ponovno je postao Connétable 1413.

### Brak i djeca
Karlo se oženio Marijom od Sullyja 27. siječnja 1400.; bio joj je treći muž. Marija je bila kći Luja od Sullyja i njegove supruge Izabele. Djeca Marije i Karla:
- Ivana (1403. – 1433.), supruga grofa Ivana I. od Foixa
- Karlo II. od Albreta (1407. – 1471.)
- Vilim, lord od Orvala
- Ivan
- Katarina, supruga Ivana od Montagua (sin kralja Karla V.)

## U popularnoj kulturi
- Lord Karlo se pojavljuje u drami Williama Shakespearea naslovljenoj Henrik V. te ga u filmu Henrik V. iz 1944. glumi Leo Genn.[2]